# Guido Bellido

Guido Bellido im Kongress der Republik Peru, 2021

Guido Bellido Ugarte (* 7. August 1979 in Livitaca) ist ein peruanischer Ingenieur und Politiker. Für die Partei Perú Libre ist er seit 2021 Abgeordneter aus der Region Cusco im peruanischen Parlament. Vom 29. Juli 2021 bis zum 6. Oktober 2021 war er peruanischer Premierminister im Kabinett Castillo.

## Leben
Bellido wurde in Livitaca in der Provinz Chumbivilcas im Süden der Region Cusco geboren. In Cusco studierte er Ingenieurswesen der Elektronik an der Universidad Nacional San Antonio Abad.
Vor 2018 war Bellido Mitglied der Partei Arriba Perú Adelante, trat aber 2017 der politisch linken, sozialistisch ausgerichteten Partei Perú Libre bei, wo er Generalsekretär des Regionalverbandes der Partei in Cusco wurde.
Bei den Wahlen in Peru 2021 wurde Bellido als Kandidat in der Region Cusco für Peru Libre in den Kongress der Republik Peru gewählt. Am 29. Juli ernannte ihn der neu gewählte Präsident Pedro Castillo, ebenfalls von der Partei Perú Libre, in einer Zeremonie im Santuario Histórico de la Pampa de Ayacucho in der Region Junín zum Premierminister, wobei Bellido auf Spanisch und Quechua seinen Amtseid ablegte. Auf Grund seiner dezidiert linken, am Marxismus orientierten Positionen als enger Vertrauter des Generalsekretärs von Perú Libre, Vladimir Cerrón, stieß er auf massiven Widerstand im Parlament, wo die linken Parteien keine Mehrheit haben. Er brachte unter anderem die Nationalisierung der Gasvorkommen von Camisea in der Provinz La Convención ins Gespräch. Am 6. Oktober 2021 trat er von seinem Amt zurück, nach eigener Aussage auf Bitte des Präsidenten Castillo hin. Dieser sprach von Maßnahmen zur Herstellung der „Regierungsfähigkeit“ (gobernabilidad). Seit dem 6. Oktober 2021 ist Mirtha Vásquez seine Amtsnachfolgerin.
Während die Fraktionen der Opposition den Rücktritt Bellidos begrüßten, kritisierte die von Waldemar Cerrón, dem Bruder des Generalsekretärs Vladimir Cerrón geleitete Fraktion von Perú Libre die Regierungsumbildung scharf mit den Worten, der Weggang Bellidos und des Arbeitsministers Iber Maraví seien „Verrat an allen Mehrheiten, die lange Jahre darauf gewartet haben, an die Macht zu kommen, um beachtet zu werden“. Die Fraktion unterstütze die neue Regierung nicht, werde aber auch keine Obstruktionspolitik betreiben.

## Ethnischer Quechua-Hintergrund
Bellido stammt aus einer Quechua-Familie und spricht Cusco-Quechua, das er auch in der Öffentlichkeit oft verwendet. Er ist der erste Premierminister in der Geschichte Perus, dessen Muttersprache Quechua ist.

## Politisches Programm
Nach Aussage von Bellidos Weggefährten, Generalsekretär Vladimir Cerrón, hat die Partei Perú Libre eine marxistisch-leninistische Grundlage. Bellido, der zuvor noch kein öffentliches Amt bekleidet hatte, kündigte nach seinem Amtsantritt an, für die Interessen aller Peruaner einzustehen und sich gegen die Korruption einzusetzen. Nach seinen Worten soll der Staat sich an den Schlüsselindustrien beteiligen und von der Regierung neue öffentliche Unternehmen gegründet werden. Zu Bellidos Projekten gehört auch die Erarbeitung einer neuen Verfassung Perus, welche die unter Alberto Fujimori erarbeitete, derzeit gültige ersetzen soll.
In Bezug auf Forderungen wie die gleichgeschlechtliche Ehe ist Guido Bellido sehr zurückhaltend. In einem Interview mit El País weist er darauf hin, dass in traditionellen Gemeinden wie der, aus der er selbst stammt, die Familie sehr hoch geschätzt werde. Verónika Mendoza sei als Präsidentschaftskandidatin deswegen erfolglos geblieben, weil sie das Denken der Bevölkerung gewaltsam habe verändern wollen. Die Mehrheit der Peruaner müsse von einer Veränderung der Verfassung erst überzeugt werden.

## Politische Erfolge
In den ersten Tagen seiner Amtszeit trat Bellido in Funktion des Vorsitzenden einer Regierungsdelegation als Vermittler in Chumbivilcas (Region Cusco) auf, wo es einen langjährigen Konflikt zwischen indigenen Quechua-Gemeinden und dem chinesischen Kupfer-Konzern Las Bambas um den Kupferbergbau gibt. Die dortigen Gemeinden befanden sich in einem unbefristeten Ausstand. Bellido gelang es jedoch, die Seiten zu einem Dialog an einem Runden Tisch zu bewegen. Hierbei wird hervorgehoben, dass Bellido vom Spanischen zum Cusco-Quechua wechselte und so auf eine Gesprächebene kam, die vorherigen Premierministern verschlossen war. Gleichzeitig konnte er dem Ruf in der rechts orientierten Presse entgegentreten, dass er auf Konfrontation ausgerichtet sei.

## Kritik und Kontroversen
Bellidos Ernennung zum Premierminister stieß bei den politischen Gegnern von Perú Libre – so aus den Fraktionen von Acción Popular und Partido Morado – auf scharfe Ablehnung. Letztere bezeichnete ihn als jemanden, der „nicht an die Demokratie, die Menschenrechte und den Kampf gegen Korruption und Terrorismus glaubt“. Am 27. August 2021 sprach das peruanische Parlament dem Kabinett Bellido in der für Regierungskabinette vorgesehenen Vertrauensabstimmung nach langer Debatte dennoch mit 73 gegen 50 Stimmen (keine Enthaltungen) das Vertrauen aus. Die Gegenstimmen kamen geschlossen aus den Fraktionen von Fuerza Popular, Renovación Popular und Avanza País.

### Ermittlungen wegen Rechtfertigung des Terrorismus
Im Mai 2021 nahm die Staatsanwaltschaft Ermittlungen gegen Bellido auf wegen Verdachts der Rechtfertigung des Terrorismus. Vorgeworfen wurde ihm, Sendero Luminoso nicht als Terrororganisation bezeichnet zu haben. In einem Interview hatte Bellido über die Zeit des Bewaffneten Konflikts in Peru geäußert: „Das Land befand sich in einer Katastrophe. Es gab Peruaner, die irrtümlicherweise einen Weg einschlugen. Sind es Peruaner oder nicht? Deswegen haben sie ihre Rechte. Was hast du gegen die Senderisten?“ Ebenso wurde ihm vorgeworfen, 2017 die Senderistin Edith Lagos geehrt zu haben, die in einem Gefecht mit der Nationalpolizei Perus am 3. September 1982 starb.

### Vorwürfe der Feindseligkeit gegen Homosexuelle
Bellido wurde vor und nach seinem Amtsantritt die Ablehnung von LGBT-Rechten vorgeworfen, unter anderem durch Verwendung eines homophoben Zitates von Fidel Castro aus dem Jahre 1963. Die Vorwürfe beziehen sich auf frauenfeindliche und homophobe Äußerungen, die er einige Jahre zuvor auf Twitter getätigt haben soll.
Am 31. Juli 2021 äußerte er sich gegen jede Art von Terrorismus und äußerte den Willen, „gemeinsam den Rassismus, Klassismus, Machismus und Homophobie zu überwinden, die noch tief in der Gesellschaft verankert sind“. Er verwies in diesem Zusammenhang darauf, dass er als Quechua und Bauernsohn am eigenen Leibe die Diskriminierung erlebt habe, für deren Überwindung er nun arbeiten werde.

### Vorwurf der Geldwäsche
Am 10. August 2021 nahm die Staatsanwaltschaft gegen die Partei Perú Libre und 19 ihrer Mitglieder, darunter Guido Bellido, Ermittlungen wegen des Verdachts der Geldwäsche auf.

### Verwendung des Quechua durch Bellido
Aus der politischen Rechten gab es Kritik an Bellido, da er in der Debatte im Kongress vor der Vertrauensabstimmung zur Einleitung seiner Rede und Begrüßung auch Quechua sprach. Der Abgeordnete von Renovación Popular, Jorge Montoya, griff deshalb Bellido an unter dem Verweis, Perus Amtssprache sei Spanisch. Auch die Parlamentspräsidentin, María del Carmen Alva von Acción Popular, forderte Bellido auf, Spanisch und nicht Quechua zu sprechen. Bellido entgegnete in seiner Muttersprache unter Verweis auf die Verfassung, man dürfe im Parlament Quechua ebenso wie Spanisch sprechen. Ebenso verwies er darauf, das seine Mutter kein Spanisch gesprochen habe und dass er das Quechua zu Ehren all der Peruaner verwende, die gestorben seien, ohne je ein im Kongress gesprochenes Wort verstanden zu haben. Sigrid Bazán, Abgeordnete von Juntos por el Perú, begrüßte die Verwendung des Quechua durch Bellido als „äußerst wertvoll“ und als beispielhaft dafür, den indigenen Völkern in der Gesellschaft Geltung zu verschaffen. Der ehemalige leitende Beamte des Kongresses, José Cevasco, kritisierte wiederum, dass Bellidos Worte auf Quechua nicht ins Sitzungsprotokoll übernommen wurden.
Die Parlamentarier, die durch die Worte auf Quechua auf einmal nichts mehr verstanden, fühlten sich offenbar ihrer Macht beraubt. Der politische Analyst Luis Esteban González Manrique schreibt in einem Artikel zu den Vorfällen im Kongress um das von der rechten Opposition abgelehnte Quechua: „Damit, dass er [im Kongress] Quechua spricht, signalisiert Bellido, dass diejenigen, die immer die Macht hatten, sie nun nicht mehr haben.“

## Zitate
„Wir haben 500 Jahre gelitten, wir schritten langsam durch die Gebirge und verschneiten Gipfel, um zum Kongress zu gelangen, auf dass von hier unser Wort gehört werde.“

„Die faktischen Kräfte sind dazu übergegangen, die Regierung systematisch zu behindern. Diese faktischen Mächte der Finanzgesellschaften und Unternehmen haben die Justizorgane unter ihrer Kontrolle, geschützt im Euphemismus der Ökonomie der Mächte, unterziehen sich keinen Wahlen und wollen unser Land regieren als Organisation, die jeden politischen Gegner kriminalisiert.“